# Ivan Trabalík
Ivan Trabalík (Nitra, 8 ottobre 1974) è un ex calciatore slovacco, di ruolo portiere.

## Carriera

### Nazionale
Ha giocato la sua unica partita con la maglia della Nazionale slovacca nel 2004.

## Palmarès

### Club

#### Competizioni nazionali
- Coppa di Polonia: 1

Wisła Cracovia: 2001-2002
- Campionato slovacco: 2

Žilina: 2002-2003, 2003-2004
- Supercoppa di Slovacchia: 1

Žilina: 2003